# Università di Stellenbosch
L’Università di Stellenbosch (afr. Universiteit van Stellenbosch) è una università di ricerca pubblica situata nella città di Stellenbosch, in Sudafrica. Articolata in 10 facoltà, per le lezioni e gli esami finali viene applicata una politica di bilinguismo (afrikaans e inglese), anche se la lingua afrikaans è quella storicamente prevalente.

## Storia
Fondata inizialmente nel 1866 come ginnasio, divenne il Stellenbosch College nel 1881 con il riconoscimento istituzionale del Dipartimento delle Arti. Successivamente, nel 1887, il nome divenne Victoria College in onore della regina Vittoria, fino al 1918 anno in cui venne riconosciuta l'Università di Stellenbosch come università indipendente.

## Facoltà

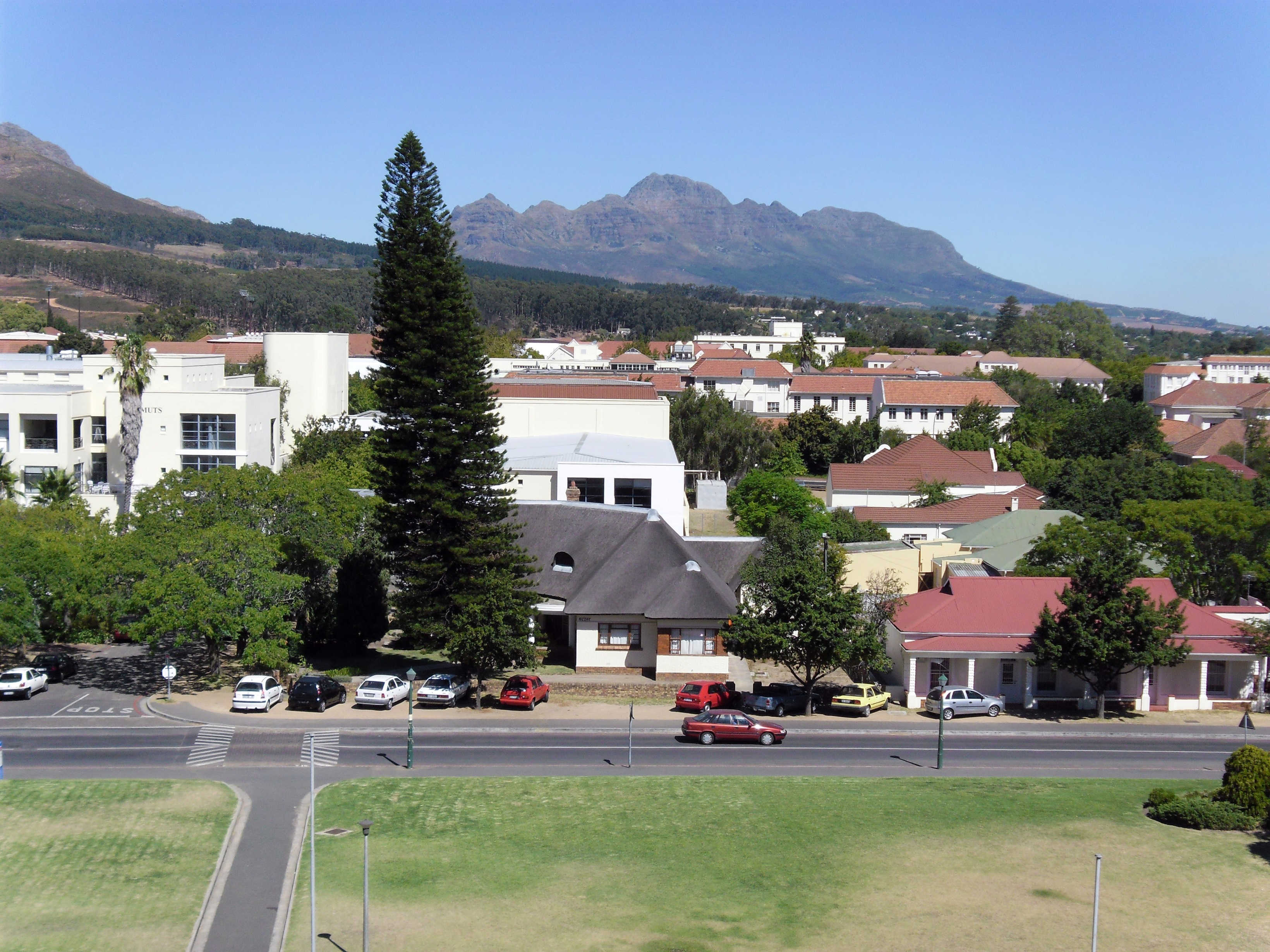
Una panoramica dell'Università di Stellenbosch

L'Università di Stellenbosch è articolata in 10 facoltà, 8 delle quali si trovano nella sede centrale di Stellenbosch e 2 in sedi distaccate, e circa 150 dipartimenti suddivisi all'interno delle stesse facoltà. Sono inoltre presenti due scuole.
Le facoltà sono le seguenti:
- Arti e scienze sociali
- Scienze
- Educazione
- Agronomia
- Diritto
- Teologia
- Scienze economiche e gestionali
- Ingegneria
- Scienze militari (sede nella Baia di Saldanha)
- Medicina (sede di Tygerberg)

Le scuole sono la Business School, 39ª nella top 100 delle scuole di business nel ranking dell'Aspen Institute (2009-10), e la School of Public Leadership.